# Hieracium beyeri
Hieracium beyeri es una especie de planta con flor del género Hieracium, de la familia Asteraceae, orden Asterales.

## Distribución
Hieracium beyeri se distribuye por Francia e Italia.

## Taxonomía
Fue descrita científicamente por Zahn. Fue publicada en H.G.A.Engler (ed.), Pflanzenr., IV, 280: 548 (1921).